# Theoretical Computer Science
Theoretical Computer Science (TCS) es una revista científica de ciencias de la computación publicada por la editorial Elsevier, cuya primera edición data de 1975. Como su título sugiere, esta revista cubre las áreas teóricas de las ciencias de la computación. Los actuales redactores jefe son Giorgio Ausiello (Universidad de La Sapienza, Italia) y Don Sannella (Universidad de Edimburgo, Reino Unido).